# Skogsbränderna i Kalifornien i november 2007
Skogsbränderna i Kalifornien i november 2007 var en skogsbrand i södra Kalifornien, främst i Malibu, som gjorde att 10 000 - 14 000 personer evakuerades. 51 byggnader förstördes, däribland 49 hem. 27 stycken skadades.
Det skickades ut 1 700 brandmän samt 12 flygplan och 15 helikoptrar för vattenbegjutning från luften till den drabbade regionen, tillsammans med brandbekämpningsutrustning. Orsaken till branden sades vara Santa Ana-vindarna, vilka nådde en hastighet på 96 km/h den 24 november. På morgonen den 25 november hade 40% av elden släckts.